# 日本資産運用基盤
日本資産運用基盤株式会社（にほんしさんうんようきばんかぶしきがいしゃ、略称：JAMP、Japan Asset Management Platform）は、東京都千代田区神田錦町に本社を置く、独立系資産運用プラットフォームの提供を目的とする企業である。マネックス・セゾン・バンガード投資顧問（現マネックス・アセットマネジメント）社長を務めた 大原 啓一（おおはら けいいち）により、2018年5月に設立された 。ミドルオフィス・バックオフィス、法務・コンプライアンス、システムなど、資産運用会社やIFA（独立ファイナンシャルアドバイザー）が必要とする業務インフラを包括的に支援し、フィンテック連携やアライアンスの構築を通じて、資産運用ビジネス環境を整備している。

## 企業ビジョン
「水平分業モデル」による資産運用ビジネスの構造改革を目指し、専門性の高い中小規模運用会社や独立ファイナンシャルアドバイザーが、既存の大手と対等に競える市場環境の整備を志向している。これにより「資産運用立国・日本」の実現に寄与することを使命としている。

## 沿革
- 2020年、QUICKと共同し、金融機関の対面営業向けアプリ提供。営業員がタブレットなどの画面に目標金額やリスク許容度を入力すると、自動で資産形成プランを作成できる。顧客である個人に対する営業員の助言の質向上につなげる[1]。
- 2020年6月、みずほ信託銀行と提携し、地銀の資産運用を外部専門家が受託する「アウトソースCIO（最高投資責任者）」事業を始める。資産運用に関する意思決定の体制やリスク管理の方法に加え、資産組み入れ比率の作成について運用助言をする。運用助言のほか、運用報告書の作成などの事務作業も受託や委託先の運用会社のファンドマネジャー評価も手掛ける。責任者にはインベスコ・アセット・マネジメント投資責任者などを歴任した大塚文彦氏が就く[2]。
- 2022年、三井住友DSアセットがファンドラップ市場参入にあたり、JAMPとQUCIKのシステムを活用すると発表。あらかじめ教育や住宅購入、老後生活など運用の目的を決めて目標金額や運用期間を設定する欧米で主流の「ゴールベースアプローチ」を採用。顧客と投資一任契約を結ぶなどの作業を外注することができる。米国では日本のラップ口座にあたる投資一任勘定「マネージド・アカウント（MA）」残高は1500兆円を超える[3]。
- 2023年、三菱UFJ信託銀行とJAMPの子会社であるJAMPファンド・マネジメントが共同で、投資信託の基準価額の1社計算サービスを開発。日本において慣習的に行われていた投資信託の基準価額の二重計算方式に代わり、基準価額を1社で算出する運用管理スキームである[4]。
- 2024年4月、個人投資家向けに投資信託などの運用資産を担保とした資産担保ローンのビジネスモデル特許を取得し、サービス提供を発表[5]。
- 2025年6月、ETFのホワイトレーベルを日本初で提供[6]。

## アライアンスパートナー
- QUICK[7]
- 日本電子計算[8]
- ヒューマン インタラクティブ テクノロジー[9]
- エー・ソリューションズ[10]
- 三菱UFJ信託銀行[11]
- みずほ信託銀行[12]
- SCSK[13]
- 平和不動産[14]
- オフィスバスターズ[15]
- サポート行政書士法人[16]

## 加盟協会一覧
- 東京国際金融機構（FinCity.Tokyo）
- 日本投資顧問業協会
- 日本金融商品仲介業協会
- ユニバーサルコミュニケーションデザイン協会（UCDA）